# Rzecko
Rzecko (deutsch Rietzig) ist ein Dorf im Verwaltungsbezirk Gmina Choszczno der polnischen Woiwodschaft Westpommern.
Der Ort liegt in der Neumark, etwa acht Kilometer östlich der Stadt Choszczno (Arnswalde) und 69 Kilometer südöstlich der regionalen Metropole Stettin (Szczecin).
Die Region wurde nach Ende des Zweiten Weltkriegs unter polnische Verwaltung gestellt.
Koordinaten: 53° 10′ N, 15° 32′ O